# 李永剛
李永剛（1911年10月16日—1995年2月13日），音樂教育家，作曲家。河南省太康縣人。

## 生平
李永剛出生於河南太康縣朱口鎮，他排行第二，從小接觸音樂，曾跟隨父親李錫昌學習風琴。1925年，進入河南省立第一師範學校學習。1927年，北伐結束後，河南省教育廳合併省立各個中等中學為河南省立第一中學（俗稱“大一中”），李永剛也轉到大一中學習。1928年，結束師範前期的初中課程，選擇了藝術科。1931年6月，畢業後便到師範附小做音樂老師，暑假赴南京投考国立中央大学教育學院藝術系音樂科，9月，入學。中大音樂系主任是唐學詠，小提琴家馬思聰也回國擔任教授，此外還有幾位外籍教授。他和學小提琴的馬孝駿，中提琴蔣樹模、還有學大提琴的王孝存組成弦樂四重奏在校內演出，一直到畢業才解散。此外，他還與大提琴手林光瑞、鋼琴周瑗組成鋼琴三重奏，可惜的是一直沒有機會公演。1935年，畢業後到河南省立汲縣師範學校任教，因為不想和周瑗分開，還設法介紹他到河南省立女子師範學校執教，不過她一年後又回江蘇省立揚州中學任教了。1937年8月，中大同學、河南信陽師範學校校長周祖訓邀請他到校任教。1938年6月，和在河南信陽結婚。後到福建音樂專科學校教授兼教務主任、政戰學校音樂系主任等。1949年到台灣，曾任台灣省立新竹師範學校教務主任、1953年任政工幹部學校音樂系教授兼主任多年直到退休。。
文藝學者李歐梵為其子。
李永剛的作品〈進！進！進！〉(曲譜)，曾經榮獲1950年中華文藝獎金委員會頒發的五四獎金。

## 音樂作品
- 《不老歌》
- 《行行出狀元》
- 《天地一沙鷗》
- 《英雄愛國上戰場》
- 《進進進》
- 《長城曲》
- 《保衛大中華》
- 《阿里山之歌》
- 《新北市板橋區埔墘國民小學校歌》
- 《國立華僑高級中等學校校歌》
- 《臺北市立古亭國民中學校歌》
- 《臺北市立南港高級中學校歌》
- 《復興國民中學校歌》
- 《石門國民小學校歌》
- 《天主教光仁中學校歌 （页面存档备份，存于）》
- 《彰化縣合興國小校歌[永久]》

## 著作
- 《合唱曲作法》。全音樂譜出版社，1978。
- 《作曲法》
- 《指揮法》
- 《實用歌曲作法》。臺北市：全音樂譜發行：大陸總經銷，民73。
- 《音樂與生活》
- 《無音的樂》
- 《虎口餘生錄》

## 外部連結
- 台灣音樂館-資深音樂家叢書25 李永剛〔有情必詠無欲則剛〕 （页面存档备份，存于）
- 臺灣音樂群像 李永剛 （页面存档备份，存于）